# Slaget vid Färlev

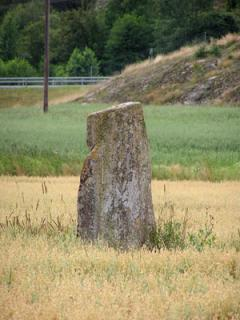
Rest sten på Dingleslätten, en järnåldersgrav som ibland tolkats som en gravsten efter slaget på 1100-talet.

Slaget vid Färlev stod den 9 augusti 1134 vid gården Färlev mellan Lysekil och Munkedal i Bohuslän.

## Bakgrund
Den irländske äventyraren Harald Gille (ursprungligen Gilchrist) kom 1127 till Norge och påstod sig vara kung Sigurd Jorsalafares bror. Detta prövades genom järnbörd: Harald gick med nakna fötter över tolv glödande plogbillar. Efter tre dagar visades Haralds oskadda ben upp, och kung Sigurd godkände honom som anhörig. Harald lovade att inte kräva någon rätt till kronan. När kung Sigurd dog 1130 bröt irländaren genast löftet och satte sig som kung över halva Norge. En förlikning 3 oktober 1130 om gemensamt styre av Norge med Kung Sigurds son Magnus höll bara några år, och 1134 gick Magnus i krig mot Harald. Det första slaget stod vid Färlev.

## Lokalisering
Platsen för slaget är omdebatterad. Troligen stod det på Lysekils ägor, för uppåt Munkedal nära Dingle är marken låglänt och 1100-talets strandlinje låg långt innanför dagens. Det skall tidigare ha funnits gravhögar med "stridsrester" i närheten av Medby gård i Bro och en gård med kunga-anknytning till Färlev. Men några arkeologiska slagfältsfynd har inte gjorts.

## Slaget
Snorre Sturlasson berättar i Heimskringla att då Harald Gille började bereda sig för krig befann han sig i Foss socken och samlade där ihop en här på 1800 man. Kung Magnus fick reda på detta och samlade därför ihop en ännu större här på omkring 6000–7200 man. Med denna marscherade han åt Foss för att där slå ner sin påstådde farbror. Harald hade slått läger vid Färlev då Magnus överraskade honom. Haralds halvbror Kriströd utmärkte sig särskilt under slaget men blev nedstucken av en missnöjd landbo.
Efter att ha förlorat slaget flydde Harald till kung Erik Emune i Danmark. Han hade mist många män, inklusive sextio av de förnämsta herremännen. Bland dem var Ingemar Svensson från Askum, som sårad tills död skall ha diktat en visa:
"Trollkvinnor drevo
mig till Fyrileif
Alltid var jag
till strid ovillig
Mig stinga pilar
från almträds bågar
Till Askum jag aldrig
mer månd komma."